# Глобочец
Глобочец је насељено место у саставу општине Марија Бистрица у Крапинско-загорској жупанији, Хрватска. До територијалне реорганизације у Хрватској налазио се у саставу старе општине Доња Стубица.

## Становништво
На попису становништва 2011. године, Глобочец је имао 525 становника.

## Попис1991.
На попису становништва 1991. године, насељено место Глобочец је имало 709 становника, следећег националног састава:
| Попис 1991.‍  | Попис 1991.‍  | Попис 1991.‍ | Попис 1991.‍ | Попис 1991.‍ |
| ------------ | ------------ | ----------- | ----------- | ----------- |
|              |              |             |             |             |
| Хрвати       | Хрвати       |             | 706         | 99,57%      |
| регион. опр. | регион. опр. |             | 1           | 0,14%       |
| непознато    | непознато    |             | 2           | 0,28%       |
| укупно: 709  |              |             |             |             |